# Аксел Хајберг (острво)
Острво Аксел Хајберг (енгл. Axel Heiberg Island) је једно од већих острва у канадском арктичком архипелагу. Површина износи око 43.178 km², по којој је острво 31. у свијету и 7. у Канади по величини. Највиши врх је Аутлук пик (Outlook Peak) са висином од 2.210 m.
Острво је познато по необичним фосилизираним шумама које датирају из Еоценског периода. Шума на Аксел Хајберг острву је некад била шума слична данашњим црногоричним шумама у мјестима са обиљем падалина.
Као један од већих чланова Арктичког архипелага, ово острво такође је члан Свердрапских острва и Острва краљице Елизабете. Познато је по својим необичним фосилним шумама, које датирају из периода еоцена. Због недостатка минерализације у многим шумским примерцима, традиционална карактеризација „фосилизације” није примењива за ове шуме и „мумификација” може бити јаснији опис. Фосилни записи пружају снажне доказе да је шума Аксел Хајберг била мочварна шума на високим географским ширинама.

## Историја
У даљој историји острво је било насељено Инуитима, али око 1900, када је добило име, било је ненасељено. Ото Свердруп је острву дао име Аксел Хајберг по спонзору експедиције, којa га је истражиla 1900–01. Дао јој је име по Акселу Хајбергу, финансијском директору норвешке пиваре Рингнес. Други истраживачи су посетили острво почетком 20. века, током којег је Норвешка полагала право на њега до 1930. Сада је део територије Нунавут, Канада. Тек касних 1940-их, острво је снимљено из ваздуха у оквиру операције Поларис Армије Сједињених Држава. Године 1955, два геолога из Геолошког завода Канаде, Н.Ј. Макмилан и Саутер, прешли су унутрашњост као део операције Франклин. Макмиланова запажања глечера Банд, на северозападу острва Аксел Хајберг, најранија су глациолошка запажања на терену која су објављена у научној публикацији. 
Године 1959. научници са Универзитета Макгил истражили су Експедициони фјорд (раније Сер фјорд или Јужни фјорд) на централном острву Аксел Хајберг. Ово је резултирало оснивањем Арктичке истраживачке станице Макгил (79° 26′ N 90° 46′ W / 79.433° С; 90.767° З), изграђене 8 km у унутрашњости од Експедиционог фјорда 1960. Она се састоји се од мале истраживачке колибе, кухиње и 2 привремене зграде које могу удобно да приме 8-12 особа. Станица је у почетку била интензивно коришћена током раних 1960-их, током којих је било присутно 20 становника. Арктичка истраживачка станица Макгил је активна од марта до августа, а истраживања су тренутно фокусирана на поларну геоморфологију, геологију, глациологију, пермафрост, климатске промене и поларну микробиологију. Током последњих 10–15 година, служила је као значајан аналог Марсу за астробиолошка истраживања која проучавају живот и настањивост поларног криоокружења и тестирају инструменталне платформе за планетарно истраживање на терену.
У лето 1972. године, експедиција британског Армијског планинарског удружења резултирала је именовањем глечера Скејф, након случајне смрти наредника Кенета Скејфа.
Током лета 1986. године, канадска експедиција на челу са др Џејмсом Бејсингером кренула је да истражује веома необичну фосилну шуму на Аксел Хајбергу. Налази ових и наредних експедиција су од тада популарно извештавани у Канади. Пре више од 40 милиона година током еоценске епохе, шума високог дрвећа цветала је на острву Аксел Хајберг. Дрвеће је достизало висину до 35 m; нека стабла су можда расли 500 до 1000 година. У то време, поларна клима је била топла, али су зиме још увек биле мрачне три месеца. Како је дрвеће падало, фини седимент у коме је расла шума штитио је биљке. Уместо да се претворе у окамењене „камене” фосиле, она су се ултимано мумифицирала хладном, сувом арктичком климом, а тек недавно је изложена ерозијом. Научници са ботаничког института Комаров Руске академије наука у Санкт Петербургу дали су неколико грама дрвета четинара Метасеквоја са налазишта генетичким истраживачима на Националном универзитету Алтаја, који су упоредили ДНК секвенце древног дрвета са ДНК савременог дрвета, и утврдили да су скоро идентичне. Научници Института Комаров су такође открили дволанчане ДНК молекуле у фосилним листовима Metasequoia са острва Аксел Хајберг.
Још 1999. године, очување овог јединственог локалитета било је предмет забринутости, јер се фосилно дрво бивало лако оштећено и еродирано након што је било изложено. Постојала је забринутост да су туристи са арктичких крстарења узимали дрва и да су локацију узнемиравали канадски војни хеликоптери из оближње базе, па чак и сами научници у својим студијама. Било је позива за већом заштитом тог подручја. Оно тренутно нема званични статус, делом зато што су потраживања за земљиште морала да буду решена. Али сада Нунавут разматра како најбоље да заштити фосилну шуму, вероватно успостављањем територијалног парка који ће се звати Напактулик, „где има дрвећа“.
Занимљиви животињски фосили су откривени на острву, укључујући изузетно очуван примерак древне корњаче из рода Aurorachelys и, идентификован 2016, хумерус птице из рода Tingmiatornis.

## Глацијација
Бели глечер је долински глечер који заузима 38,7 km² у области Екпедиционог фјорда на острву Аксел Хајберг (79° 30′ N 090° 50′ W / 79.500° С; 90.833° З). Простире се на надморској висини од 56 до 1.782 m (184 до 5.846 стопа), распон који, како је приметио Дјургеров (2002), премашује само Девонска ледена капа на светској листи глечера са измереним масеним балансом. Дебљина леда достиже или прелази 400 m. Његово максимално проширење у новијој историји, означавајући напредовање глечера као одговор на захлађење малог леденог доба, постигнуто је тек крајем 18. века, а највероватније почетком 20. века. Постоје докази да се повлачење краја, раније на око 5 m годишње, успорава (Cogley et al. 1996a; Cogley and Adams 2000). Бели глечер је био тема многих радова у глациолошкој литератури од 1960. године, нпр. Милер (1962) је био извор сада већ класичног дијаграма који разрађује и илуструје концепт „лица глечера”.

## Фосилизирана шума
Током љета 1986, канадска експедиција је открила необичну фосилизирану-мумифицирану шуму на острву.
Шума је угрожена од туриста који стижу током арктичких крстарења и односе дијелове стабала као сувенире.
- Острво Аксел Хајберг.
- Базалтне стијене.
- Мумифицирани пањ.
- Авион за снабдијевање на острву.